# Pininfarina PF200
Pininfarina PF200 är en konceptbil som den italienska formgivaren Pininfarina tillverkade mellan 1952 och 1955.

## Pininfarina PF200
Bilen introducerades på bilutställningen i Turin 1952. Karossen var tydligt inspirerad av jetåldern med en oval kylarmaskering som påminde om luftintaget på de då nya jetflygplanen. Pininfarina byggde sju exemplar baserade på Lancia Aurelia-chassi, alla lite olika i detaljerna.
Därutöver byggde Pininfarina ett exemplar åt den amerikanske musikproducenten Norman Granz, baserat på ett Cadillac-chassi.  Pininfarina använde även designen på en showbil de byggde åt Nash, kallad Palm Beach.

## Bilder

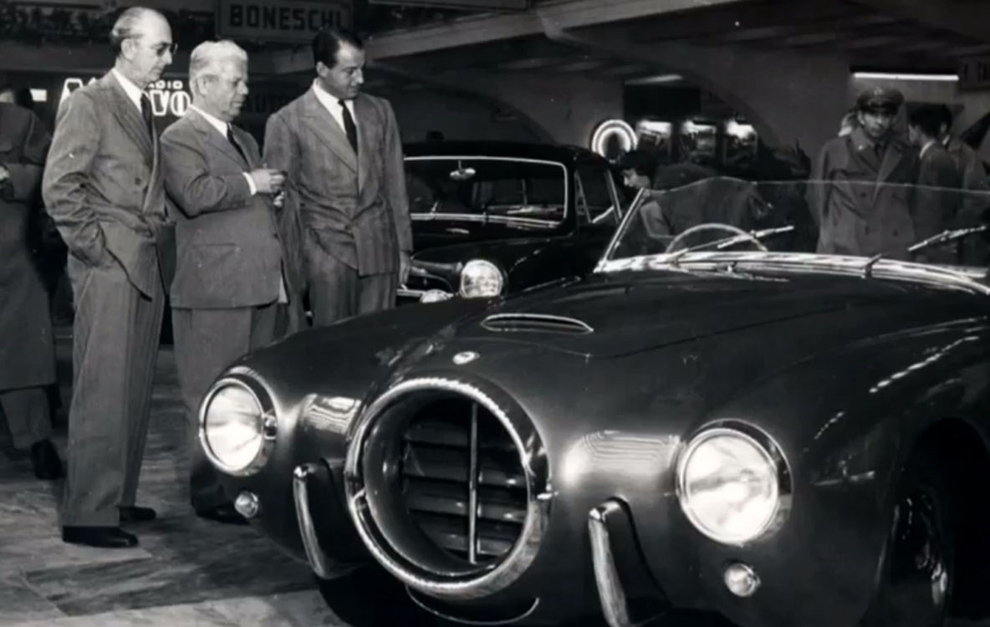
Battista Pininfarina vid introduktionen av Lancia PF200 i Turin 1952.
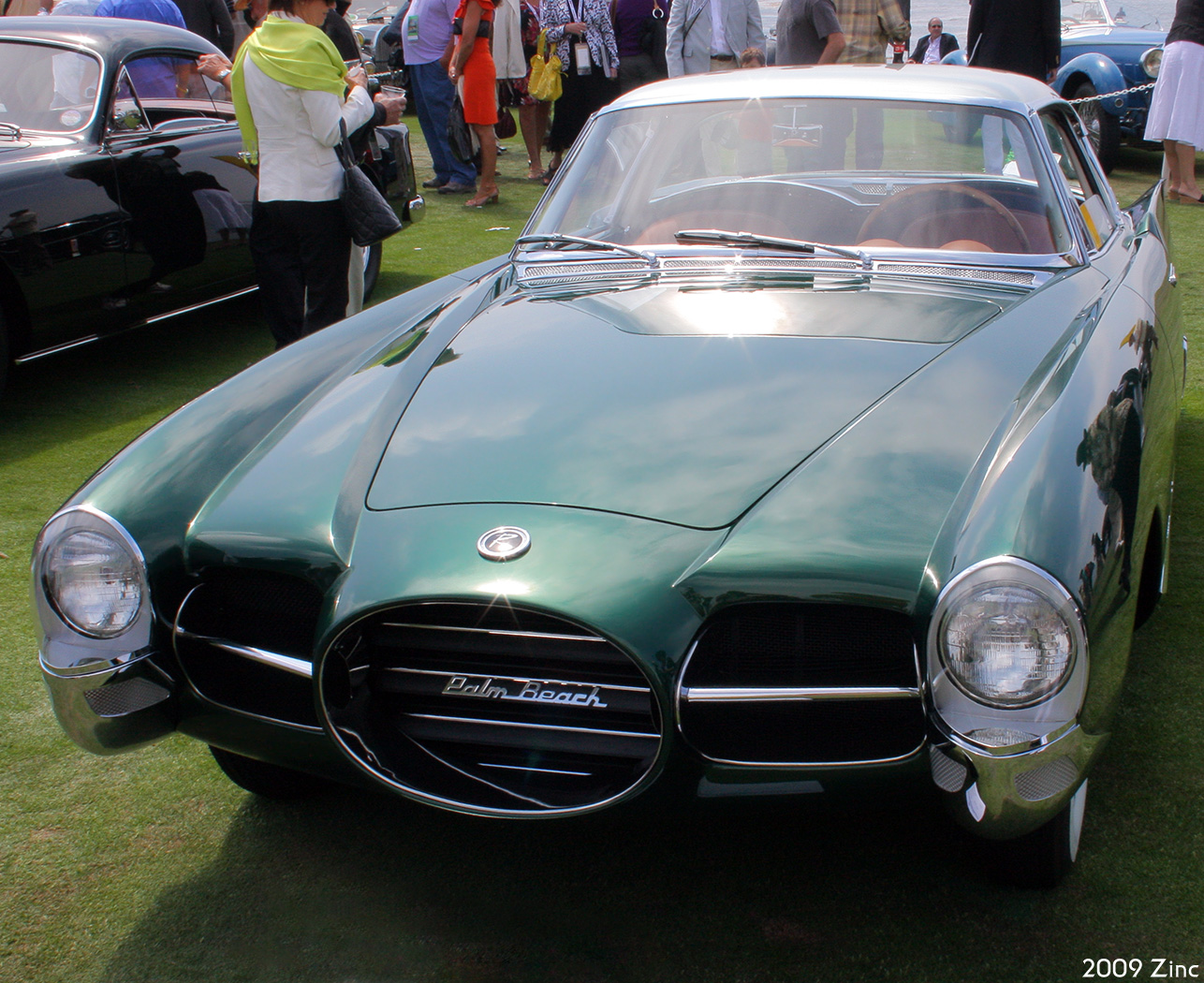
1956 Nash Rambler Palm Beach.